# Timbres du Danemark 2006
Cet article recense les timbres du Danemark émis en 2006 par Post Danmark, la poste danoise.

## Généralités
Les émissions du Danemark portent la mention « Danmark » et une valeur faciale libellée en couronne danoise (DKK).

## Légende
Pour chaque timbre, le texte rapporte les informations suivantes :
- date d'émission, valeur faciale et description,
- formes de vente,
- artistes concepteurs et genèse du projet,
- manifestation premier jour,
- date de retrait, tirage et chiffres de vente,

ainsi que les informations utiles pour une émission donnée.

### Tarifs
Voici les tarifs réalisables en utilisant un seul timbre ou bloc émis en 2006 (trouvé grâce à un outil interactif sur le site de Post Danmark). :
Tarifs intérieurs :
- 4,50 DKK : lettre standard économique de moins de 50 grammes vers le Danemark,
- 4,75 DKK : lettre standard prioritaire de moins de 50 grammes,
- 5,50 DKK : lettre épaisse ou grand format prioritaire de moins de 50 grammes,
- 7,25 DKK : lettre-paquet économique de moins de 50 grammes,
- 8 DKK : lettre épaisse ou grand format prioritaire de 50 à 100 grammes,
- 10 DKK : lettre-paquet prioritaire de 50 à 100 grammes,
- 13 DKK : lettre épaisse ou grand format prioritaire de 100 à 250 grammes,
- 17 DKK : lettre-paquet prioritaire de 100 à 250 grammes.

Tarifs vers l'Europe, y compris îles Féroé et Groenland :
- 7 DKK : lettre standard prioritaire de moins de 50 grammes,
- 10 DKK lettre épaisse ou grand format prioritaire de 50 à 100 grammes.

Tarifs vers le reste du monde :
- 8 DKK : lettre standard prioritaire de moins de 50 grammes vers le reste du monde,
- 13 DKK : lettre épaisse ou grand format prioritaire de moins de 50 grammes vers le reste du monde.

## Carnet d'usage courant
Le 2 janvier, est émis un carnet de timbres prévus pour la vente en distributeur. D'une valeur de 10 DKK, il comprend deux timbres au type « Margrethe II » de 4,75 DKK et deux timbres d'appoint de 25 øre au type « Ligne ondulée ».
Les effigies royales est adaptée d'une photographie de Rigmor Mydtskov, mise en page par Torben Skov et gravée en taille-douce par Arne Kühlmann. Les « Ligne ondulée », timbres originellement dessinés par Julius Therchilsen, sont gravés par Martin Mörck.

## Petites armoiries du royaume
Le 2 janvier, sont émis deux timbres d'usage courant de 10 DKK et 17 DKK au type « Petites armoiries du royaume ». Le 10 DKK prend le relais du timbre de même type et même valeur émis le 29 mars 1976.
Le dessinateur original est Primus Nielsen en 1946. La gravure utilisée est celle de Martin Mörck de 2004 pour une impression en taille-douce par feuille de 100 timbres de format 23,6 × 20,2 mm.

## Dansk Flygtningehjælp
Le 11 janvier, est émis un timbre commémoratif de 4,75 € et un carnet de ces timbres pour le 50e anniversaire de l'organisation non gouvernementale Dansk Flygtningehjælp, qui vient en aide aux réfugiés sur le terrain et au Danemark. Cette émission de bienfaisance comprend un surtaxe de 50 øre (0,50 DKK). Le dessin montre une colonne de réfugiés africains, au premier plan une mère et son enfant, marchant vers la protection que constitue le symbole de la surtaxe « +50 » qui est reversé à l'association danoise.
La couverture du carnet est une photographie d'un camp de réfugiés en Afrique.
Le timbre de 40,4 × 23,6 mm est dessiné par Viggo Mörck et gravé par Martin Mörck pour une impression en taille-douce en feuille de 50 exemplaires.

### Fleurs de printemps

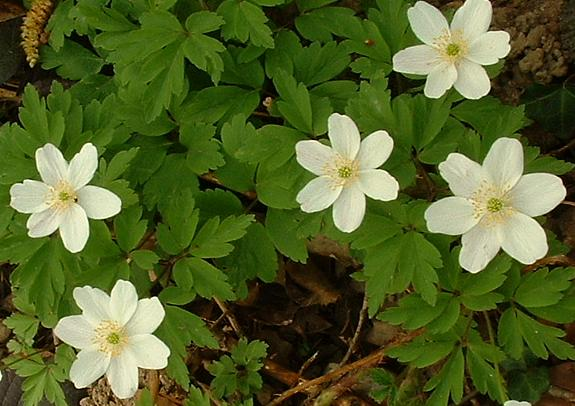
Anémones des bois.

Le 11 janvier, sont émis quatre timbres représentant des fleurs de printemps, titrés du nom en danois et du nom scientifique en latin :
- 4,75 DKK Vintergæk - Galanthus nivalis : un perce-neige,
- 5,50 DKK Erantis - Eranthis hyemalis : l'éranthis,
- 7,00 DKK Krokus - Crocus vernus hybr : le crocus printanier,
- 8,00 DKK Anemone - Anemone nemorosa : l'anémone des bois.

En même temps ont été émis deux carnets de dix timbres aux types du 4,75 DKK et du 5,50 DKK.
Les timbres sont dessinés par Annette de Jonquières et gravés par Lars Sjööblom. Imprimés en taille-douce, ils sont conditionnés en feuille de 50 timbres de 31,08 × 23,6 mm.

## Mars

### Mythologie nordique: personnages mythologiques
Le 29 mars, sont émis deux timbres de 4,75 et 7,00 DKK dans le cadre de la deuxième émission nordique sur la mythologie (nordisk mytologi). Après les dieux, ces timbres sont illustrés de personnages mythiques (Mytiske Væsener) représentés dans un paysage éclairé par la lune. Le 4,75 DKK représente le roi des elfes et trois jeunes femmes elfes. Celui de 7 DKK montrent un bestiaire mythologique avec un cheval au centre, deux juments, un lutin, un troll et deux loups-garous.
Les deux timbres sont émis en feuille de timbres et également en bloc les réunissant avec un dessin central illustré, entre autres, d'une pleine lune.
Dessinés par Bjørn Nørgaard, ces timbres de 28,84 × 39,52 mm sont gravés par Martin Mörck pour une impression en offset et taille-douce. Ils se présentent en feuilles de 40 exemplaires.

### Château de Rosenborg

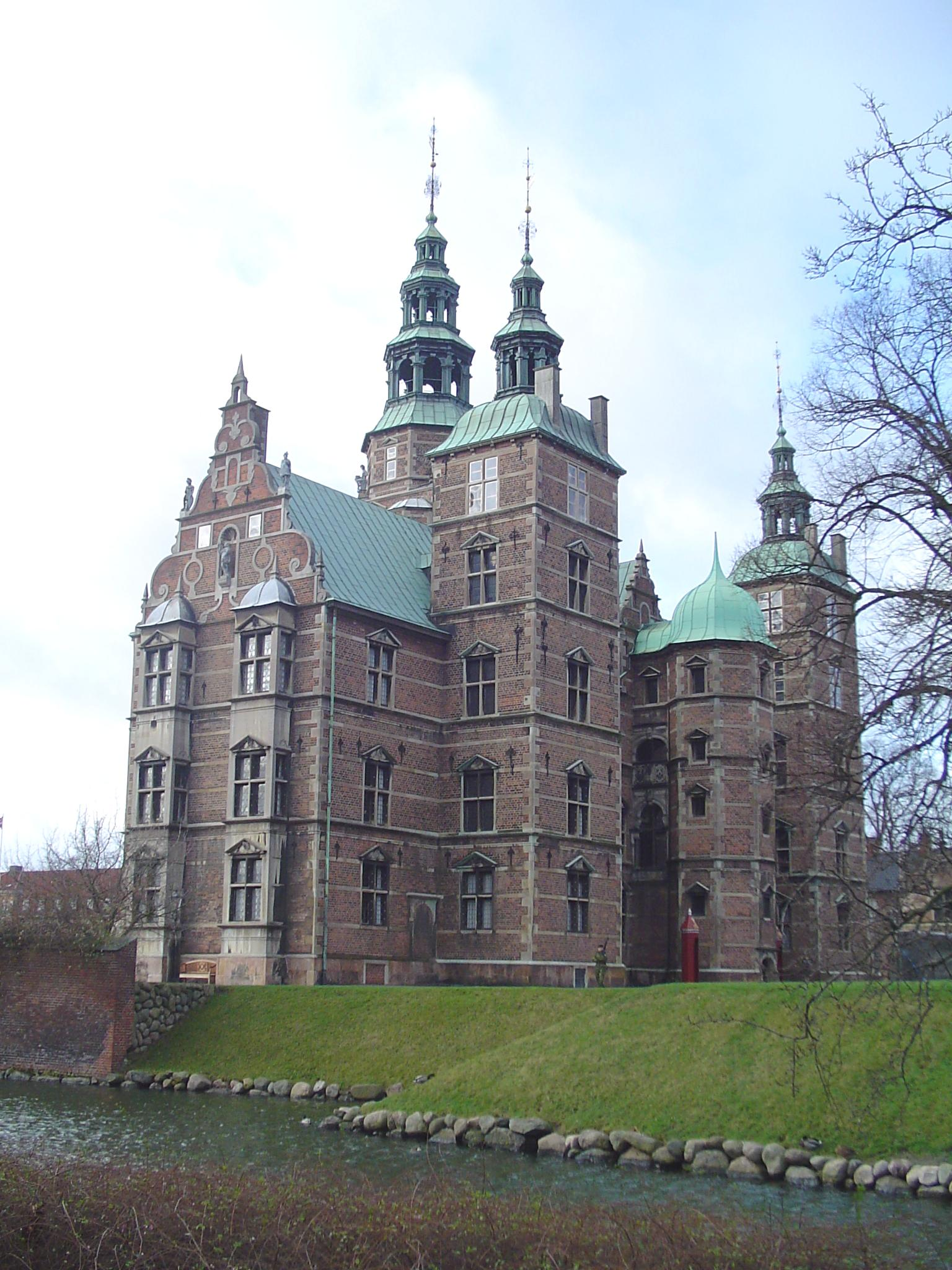
Vue du château de Rosenborg similaire à celle du timbre de 4,75 couronnes.

Le 29 mars, sont émis trois timbres commémoratifs pour le 400e anniversaire du château de Rosenborg (Rosenborg Slot 400 ÅR), construit à Copenhague sous le règne du roi Christian IV. Il annonce un ensemble de célébrations et d'expositions qui ont lieu du 12 avril au 17 décembre 2006 au château.
Le timbre de 4,75 DKK est une vue extérieure du château. Celui de 5,50 DKK représente plusieurs trois objets conservés au château qui appartiennent à l'histoire des rois de Danemark :
- sur la gauche de ce timbre, le trône utilisé jusqu'en 1840 pour le couronnement pendant la monarchie absolue, fabriqué pour Frédéric III dans les années 1660 ;
- sur la droite, le trône d'argent créé en 1731 pour la reine Sophie-Madeleine, épouse de Christian VI ;
- un des trois lions d'argent, présents sur les armoiries du Danemark. Ces statues gardent le cercueil des rois défunts lors de leurs funérailles.

Le timbre de 13,00 DKK est illustré d'une décoration en stuc du plafond de la Salle d'honneur où se trouvent notamment les deux trônes et les lions présentés sur le timbre précédent.
Le timbre de 4,75 DKK est également émis en carnet de dix timbres. La couverture est illustrée d'une gravure du château réalisée par B. Roque, vers le milieu du XVIIIe siècle.
Ces timbres de 28,84 × 39,52 mm sont dessinés par Keith Bassford et gravés par Lars Sjööblom pour une impression en offset et taille-douce en feuille de 40 exemplaires.

## Juin

### Centenaire de la glyptothèque de Ny Carlsberg
Le 7 juin, sont émis trois timbres et un feuillet les rassemblant pour le centenaire de la glyptothèque de Ny Carlsberg (Ny Carlsberg Glyptotek 100 år), à Copenhague. Ce musée a été créé à partir des collections de Carl Jacobsen, fondateur des brasseries Ny Carlsberg, puis héritier des brasseries Carlsberg. En 1906, ces collections ont été installées dans un bâtiment refait à neuf. Le 4,75 DKK est illustré d'un relief de marbre blanc du IVe siècle av. J.-C., certainement issu d'une tombe athénienne. Le 5,50 DKK représente le dôme de la glyptothèque, un des éléments du panorama de la capitale danoise. Le 8 DKK montre une sculpture du début du XXe siècle, une Danseuse regardant le dessous de son pied droit.
Le dessin des sculptures et du dôme est réalisé par le graveur Arne Kühlmann à partir de photographies de Jakob Kühnel. Les timbres de 39,52 × 28,84 mm sont imprimés en offset et taille-douce en feuille de 40 exemplaires et un bloc de trois timbres.

### Courses de voitures anciennes
Le 7 juin, sont émis quatre timbres sur les courses de voitures anciennes (Klassiske racerbiler), illustrés de photographies prises lors du Grand Prix historique de Copenhague, sur lesquelles des dessins  en noir ont été ajoutés, leur donnant l'aspect d'une gravure ancienne. Les modèles représentés sont : 
- sur le 4,75 DKK, une Alfa Dana Midget au premier plan et une Swebe-Jap à l'arrière-plan, modèles de la seconde moitié des années 1950 ;
- sur le 5,50 DKK, une Austin Mini Cooper S suivie d'une Ford Cortina GT et d'une Alfa Romeo 1600 GTA, modèles des années 1960 ;
- sur le 10,00 DKK, une Jaguar E-Type précédant une Volvo P1800, toutes deux des années 1960 ;
- sur le 17,00 DKK, trois Lotus Elan de 1965 avec, sur la gauche, une Renault Alpine A110 des années 1970.

Les photographies sont signées de Thomas Christensen (17,00 DKK), Jens Dresling (4,75 et 10,00 DKK) et Rikke Frausing (5,50 DKK). Les timbres de 39,52 × 28,84 mm sont imprimés en offset et la partie gravée par Martin Mörck est imprimée en taille-douce. Les timbres sont conditionnés en feuille de cinquante exemplaires.

## Août

### Avions historiques du Danemark
Le 23 août, sont émis quatre timbres sur des avions historiques danois (Danske veteranfly) et faisant partie de la Dansk Veteranflysamling, la collection danoise d'avions historique, un musée aéronautique situé à l'aéroport de Stauning. Le 4,50 DKK représente le Ellehammer, premier avion danois créé et piloté pour son premier vol du 12 septembre 1906 par Jacob Ellehammer ; l'exemplaire du timbre est une copie par Arvid Ligaard Sørensen offerte en 1986 au musée. Le 4,75 DKK est illustré du KZ II, avion biplace de 1946 sorti de l'usine Skandinavisk Aero Industri A/S du technicien Viggo Kramme et l'ingénieur aéronautique Karl Gustav Zeuthen ; le timbre montre un des quinze  KZ II Træner construit pour l'entraînement de l'armée de l'air après la Seconde Guerre mondiale. Le KZ IV de 1944 sur timbre de 5,50 DKK a servi d'ambulance au service des îles de l'archipel danois jusqu'en 1964 ; ce modèle a existé en deux exemplaires seulement, le second est conservé au Musée technique du Danemark. Sur le 13 DKK, figure un KZ VII quatre places de 1947 réparé avec des ailes de KZ X de l'armée après une collision avec des fils électriques ; il est un don de Karl E. Danielsen d'Aerodan Luftfoto qui l'a utilisé pour des missions de photographie aérienne.
Les timbres de 2,36 × 4,04 cm sont des photographies issue de la Dansk Veteranflysamling, musée de l'aviation du Danemark (4,50 DKK), de Ole Steen Hansen (4,75 et 5,50 DKK) et de Kristian Danielsen pour Aerodan (13 DKK). Elles sont retravaillées pour inclure un dessin noir par-dessus les illustrations, travail effectué sur acier par le graveur Martin Mörck, similaire à l'émission « Courses de voitures anciennes » émise le 7 juin précédent. Les timbres sont imprimés en offset et taille-douce en feuilles de cinquante unités et en feuillets de neuf timbres identiques avec vignette centrale illustrée d'une vue de l'appareil de haut, de face et de côté.

### Europa: l'intégration
Le 23 août, dans le cadre de l'émission Europa, sont émis deux timbres sur le thème annuel de l'intégration des migrants vue par les jeunes. Le dessin du 4,75 DKK montre un groupe d'enfants souriants ensemble, qu'ils soient de couleur de peau claire ou foncée. Sur le 7 DKK, deux adolescents sourient également malgré des vêtements et des cheveux dont les couleurs noires et blanches sont à l'opposé (pantalon blanc pour l'un, noir pour l'autre par exemple).
Les dessins sont réalisés par des élèves d'écoles danoises : Rikke Veber Rasmussen pour le 4,75 DKK et Anette Bertran Nielsen pour le 7 DKK. Les timbres de 3,344 × 2,884 cm sont imprimés en offset en feuille de quarante exemplaires.

## Novembre

### CoBrA
Le 10 novembre, sont émis quatre timbres artistiques reproduisant des œuvres d'artistes du mouvement CoBrA, qui fut actif de 1948 à 1951. Les peintures sont une œuvre sans titre de 1951 d'Asger Jorn sur le 4,50 DKK, un paysage Nattens Landskab de 1950 d'Else Alfelt sur le 5,50 DKK, Nouvelle peau (1950) de Pierre Alechinsky sur le 7 DKK, et Olivenspiseren réalisé en 1951 par Egill Jacobsen sur le 8 DKK.
Les peintures sont reproduites sur des timbres de 2,884 × 3,952 cm horizontaux ou verticaux imprimés en offset en feuille de quarante exemplaires.
La Poste affirme avoir participé à une émission conjointe avec le Danemark. Le 17 novembre, elle émet un bloc de deux timbres reprenant les œuvres de Pierre Alechinsky (0,46 €) et d'Asger Jorn (0,70 €).

### Margrethe II
Le 10 novembre, pour préparer un changement des tarifs postaux le 2 janvier 2007, sont émis deux timbres d'usage courant de 7,25 DKK et de 8,25 DKK à l'effigie de la reine Margrethe II.
Le portrait est dessiné par Torben Skov d'après une photographie de Rigmor Mydtskov. Le timbre de 2,36 × 2,02 cm est gravé par Arne Kühlman pour une impression en taille-douce en feuille de cent.

### Sources
- La presse philatélique française, notamment leurs pages annuelles sur les nouvelles émissions dans le monde.
- Site philatélique commercial de la poste du Danemark. Les notices sur les émissions encore en vente existent en quatre langues, dont le français, mais peuvent exister seulement en danois et anglais pour les émissions plus anciennes.